# Doratogonus flavifilis
Doratogonus flavifilis é uma espécie de milípede da família Spirostreptidae.
Pode ser encontrada nos seguintes países: Moçambique e África do Sul.